# Guitarra anglesa

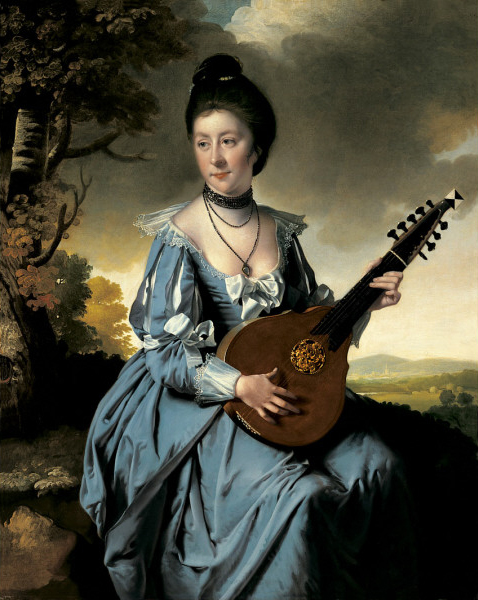
La senyora Robert Gwillym tocant una guitarra anglesa, pintura de Joseph Wright de Derby (1766)

La Guitarra Anglesa és un instrument de corda pinçada, d'un tipus semblant al cistre i, que va ser molt popular en molts llocs d'Europa de 1750 a 1850. L'instrument també era conegut a Noruega com guitarre. N'hi ha molts exemples en els museus de Noruega, fins i tot en el Norsk Folkemuseum.
Té una caixa de ressonància amb forma de pera, amb base plana, amb obertura circular, i un coll més curt de l'habitual. Té deu cordes metàl·liques disposades les quatre primeres per parells que comparteixen afinació (començant per la més fina i aguda) i les dues següents amb corda única. Estan afinades C E GG GG ee cc.
Les fustes habituals de construcció són nobles: pal sant, spruce i pollancre al seu interior.